# McBusted (álbum)
McBusted   es el álbum homónimo debut y el único del grupo británico de pop punk McBusted. Se lanzó a través de Island Records el 1 de diciembre de 2014. Debutó en el número nueve en la lista de álbumes del Reino Unido, mientras que también alcanzó el puesto 31 en Irlanda. El álbum fue precedido por el lanzamiento del sencillo principal «Air Guitar», que alcanzó el puesto número 12 en el Reino Unido. 

## Antecedentes
En noviembre de 2013, se anunció James Bourne y Matt Willis se unirían junto con McFly para recorrer juntos como el supergrupo 'McBusted'. Entre abril y junio de 2014, realizaron 42 espectáculos con entradas agotadas en el Reino Unido e Irlanda, interpretando los grandes éxitos de Busted y McFly. El 7 de octubre de 2014, Fletcher reveló que McBusted lanzaría su sencillo debut «Air Guitar» el 23 de noviembre. Además, se anunció que habían firmado con Island Records, después de una guerra de ofertas con Sony Music. El 23 de octubre, la banda anunció a través de Twitter que su álbum debut estaría disponible para pre-ordenar al día siguiente, antes de su lanzamiento oficial el 1 de diciembre. El álbum incluye las canciones «What Happened to Your Band», que Bourne escribió después de la ruptura de Busted y «Hate Your Guts», que incluye al bajista y vocalista de Blink-182, Mark Hoppus.

## Lista de canciones
| McBusted — Edición estándar |                                     |                                                        |                             |          |  |
| N.º                         | Título                              | Escritor(es)                                           | Productor(s)                | Duración |  |
| 1.                          | «Air Guitar»                        | Tom Fletcher, James Bourne, Danny Jones y Steve Robson | SSteve Robson y Jason Perry | 3:19     |  |
| 2.                          | «Hate Your Guts» (con Mark Hoppus)  | Fletcher, Dougie Poynter y Mark Hoppus                 | Steve Robson y Jason Perry  | 2:10     |  |
| 3.                          | «What Happened to Your Band»        | Bourne, Tommy Henriksen, Michael Raphael y John Fields | Steve Robson y Jason Perry  | 3:57     |  |
| 4.                          | «Get Over It»                       | Fletcher, Harry Judd, Robson y Alex Gaskarth           | Steve Robson                | 3:30     |  |
| 5.                          | «Riding on My Bike»                 | Bourne, Matt Willis y Josh Wilkinson                   | Josh Wilkinson y Sam Miller | 3:37     |  |
| 6.                          | «Gone»                              | Fletcher, Jones y Robson                               | Steve Robson                | 3:44     |  |
| 7.                          | «Sensitive Guy»                     | Fletcher, Poynter y Hoppus                             | Steve Robson y Sam Miller   | 2:40     |  |
| 8.                          | «Beautiful Girls Are the Loneliest» | Bourne y Fields                                        | Steve Robson y Espionage    | 3:45     |  |
| 9.                          | «Before You Knew Me»                | Fletcher, Willis y Matt Prime                          | Matt Prime                  | 3:45     |  |
| 10.                         | «Back in Time»                      | Fletcher, Robson y Busbee                              | Steve Robson                | 2:57     |  |
| 11.                         | «How's My Hair»                     | Fletcher y Bourne                                      | Josh Wilkinson              | 4:06     |  |
| 12.                         | «Getting It Out»                    | McFly, Rivers Cuomo y Josh Alexander                   | Steve Robson                | 2:45     |  |

| McBusted — Edición especial |              |                                           |                |          |  |
| N.º                         | Título       | Escritor(es)                              | Productor(s)   | Duración |  |
| 13.                         | «23:59»      | Willis, Jones, Poynter, Judd y Roy Stride | Steve Robson   | 3:07     |  |
| 14.                         | «In da Club» | McBusted                                  | Steve Robson   | 2:51     |  |
| 15.                         | «I See Red»  | Bourne y Willis                           | Josh Wilkinson | 2:47     |  |

| McBusted— Edición japonesa |                                      |                                                                     |              |          |  |
| N.º                        | Título                               | Escritor(es)                                                        | Productor(s) | Duración |  |
| 16.                        | «Air Hostess» (Live at the O2 Arena) | Bourne, Fletcher y Charlie Simpson                                  |              |          |  |
| 17.                        | «Obviously» (Live at the O2 Arena)   | Bourne y Fletcher                                                   |              |          |  |
| 18.                        | «You Said No» (Live at the O2 Arena) | Bourne, Willis, Simpson, Robson y John McLaughlin                   |              |          |  |
| 19.                        | «Star Girl» (Live at the O2 Arena)   | Fletcher, Jones, Perry, Poynter, Judd, Julian Emery y Daniel Carter |              |          |  |

## Posicionamiento en listas
| Listas (2014-2015) | Mejor posición |
| ------------------ | -------------- |
| Australia (ARIA)   | 48             |
| Escocia (OCC)      | 9              |
| Irlanda (IRMA)     | 31             |
| Reino Unido (OCC)  | 9              |

| Listas (2014)     | Mejor posición |
| ----------------- | -------------- |
| Reino Unido (OCC) | 85             |

## Certificaciones
| País (organismo certificador) | Certificación | Unidades certificadas |
| ----------------------------- | ------------- | --------------------- |
| Reino Unido (BPI)             | Oro           | 100 000               |